# Escola de filosofia de Barcelona
Escola de Filosofia de Barcelona és un grup de filòsofs catalans, vinculats a la facultat de filosofia de la Universitat de Barcelona i que escriuen indistintament en català o en castellà. El nom va aparèixer per primer cop a l'exili de Mèxic en una publicació del filòsof d'origen asturià i recriat a València José Gaos a "Filosofia mexicana de nuestros dias" (1954). Gaos la contraposava a l'Escola de Madrid, etiqueta encunyada per Julián Marías i caracteritzada per l'adhesió a l'obra de José Ortega y Gasset, que comparteixen Manuel García Morente, Xavier Zubiri, María Zambrano i el mateix Gaos). Tant l'Escola de Madrid com l'Escola de Barcelona comparteixen, però, l'esperit de la Institución Libre de Enseñanza, que en el cas català es concreta en el mestratge de Manuel Bartolomé Cossio.
L'expressió 'Escola de Barcelona' es feu d'ús corrent a partir de la recepció de l'obra d'Eduard Nicol i Franciscà i especialment del seu article ‘La Escuela de Barcelona' publicada dins "El problema de la filosofia hispana" (1961). Nicol presenta l'Escola com «una variedad de doctrinas que prospera en una comunidad de afinidades», en la mesura que per a ell no té data de fundació precisa, ni un cap dominant, però correspon a una sensibilitat molt concreta de caràcter realista i empíric.
Segons Eduard Nicol, la manera de fer filosofia de l'Escola de Barcelona es caracteritza pels següents trets: sentit de la realitat i igual oposició a la reducció de la filosofia a mera teoria abstacta o a simple norma de vida, oposició al verbalisme; una certa inclinació pel sentit comú (en un sentit molt ampli de l'expressió); desconfiança envers la mera lluentor i sentit de la continuïtat històrica.(1961), pp. 164-205).

## Antecedents
L'Escola de Barcelona té un antecedent remot en la denominada Societat Filosòfica, que funcionà a Barcelona del 1815 al 1821, i deriva en l'essencial de l'Escola Escocesa del Sentit Comú, que és la versió de l'empirisme de Hamilton, més sociològica que la de David Hume o Adam Smith i dels espiritualistes eclèctics francesos Pierre Royer-Collard i Théodore Jouffroy. Aquestes tesis (alienes a l'idealisme alemany) foren traspassades i adaptades a Catalunya pel pensador i polític liberal Ramon Martí d'Eixalà.
Però qui millor fonamenta l'Escola és un deixeble de Martí, Francesc Xavier Llorens i Barba (1820-1872), catedràtic de Filosofia i la seva història a la Universitat de Barcelona entre 1847 i 1872, que va elaborar també una filosofia de la consciència. La consciència en el seu vessant col·lectiu s'expressa com a «sentit comú», és a dir, com a ‘seny'. El seny, segons Llorens, és l'element que posa a prova la veritat d'una proposició i, en el cas català, és la manifestació de l'esperit nacional. Llorens només publicà en vida el seu discurs inaugural del curs 1854-55 de la universitat, Sobre el desarrollo del pensamiento filosófico, en què presenta la filosofia com l'expressió més alta de la consciència col·lectiva d'una comunitat nacional, i es refereix a Espanya quan afirmà que no ha arribat a un tal grau de maduresa, raó per la qual calia un esforç en l'ensenyament que preparés l'aparició d'aquestes condicions. La proposta, doncs, podia adaptar-se també al cas català. Pòstumament, les seves Lecciones de filosofía (1864-1868) foren publicades el 1920. Llorens fou company i conseller de Manuel Milà i Fontanals, i foren alumnes seus el bisbe Torras i Bages o Menéndez Pelayo. És considerat un dels pares intel·lectuals de la Renaixença.
Josep Daurella Rull (1864-1927), neoescolàstic i catedràtic de metafísica, fou un personatge poc significatiu en el context de l'Escola, mentre que el seu deixeble Jaume Serra Hunter, en recuperar la tradició de Martí i de Llorens pot considerar-se l'enllaç entre els pensadors vuit-centistes i el noucentisme.

## L'Escola de Barcelona en la República i l'exili
La proclamació de la Segona República Espanyola que significà també l'autonomia universitària fou crucial per a la filosofia acadèmica catalana. Estrictament parlant, l'Escola de Barcelona té un nucli clar en els quatre principals filòsofs catalans republicans exiliats després de la guerra civil: Jaume Serra Hunter (1878-1943), que fou el redactor principal de l'Enciclopèdia Espasa en temes de filosofia i vicepresident del Parlament de Catalunya, Joaquim Xirau Palau (1895-1946), Eduard Nicol i Franciscà 1907-1990) i Josep Ferrater i Mora. Els tres primers havien estat professors a la universitat barcelonina en els anys republicans i el quart tot i desenvolupar a Amèrica la major part de la seva carrera s'hi vincula a través de la publicació del seu text Les formes de la vida catalana (1944).
També són membres de l'Escola de Barcelona el filòsofs exiliats Joan Roura-Parella, pedagog, Lluís Ferré, traductor d'Heràclit, Domènec Casanovas i l'antic capellà d'origen navarrès Juan-David García Bacca (1901-1991), també antic professor de la Universitat de Barcelona, i autor del primer tractat modern de lògica publicat en català.
S'ha escrit que: «Para Serra Hunter como también para Xirau, la filosofía es vocación, sacerdocio, fidelidad a la tradición y a la incesante modernidad (…) filosofía y literatura, metafísca y poesia, son materias complementarias de un único saber». De fet, apliquen una fenomenologia de model husserlià i intenten vincular-la a un positivisme i a un culturalisme noucentista.
L'Escola de Barcelona tingué, a més, una singular vocació pedagògica. En paraules de Xirau: «Educar es, en esencia amar. Sólo es posible llevar las personas a la plenitud de su ser y de su valor si nos colocamos ante ellas y las consideramos con intelecto de amor» ().

## L'Escola de Barcelona en la postguerra civil
A l'interior de Catalunya, durant la postguerra l'Escola de Barcelona fou representada pels membres del ‘Club Xirau' que no s'havien exiliat, és a dir, els estudiants que Joaquim Xirau havia tingut a Barcelona i que van decidir restar al país després de la contesa bèl·lica, fent filosofia sovint en situació de gran migradesa i a extramurs de la Universitat. Pertanyen a aquest nucli Pep Calsamiglia, Jordi Maragall i Noble i Francesc Gomà i Musté i a través seu es pot considerar vinculada a l'Escola de Barcelona la tasca col·lectiva, ja en el període democràtic, del Col·legi de Filosofia i del Liceu Maragall. L'herència de Ferrater Mora fou recollida per la Càtedra de la Universitat de Girona que porta el seu nom i per Josep-Maria Terricabras; però és l'obra de Xavier Rubert de Ventós on millor poden observar-se trets com la reivindicació de la sensibilitat, significativitat de la forma, la prudència ètica i la ironia que caracteritzen el tarannà d'aquesta Escola.
El 26 de gener de l984, Eduard Nicol i Ramon Xirau, fill de Joaquim Xirau i professor a Mèxic, foren nomenats doctors honoris causa per la Universitat Autònoma de Barcelona, en un acte carregat de simbolisme.